# Premium
Een premium is in de marketingwereld iets wat men gratis krijgt bij de aanschaf van een product, met als inzet verkoopbevordering van het product.
Het gaat om een klein cadeau waarmee wordt geprobeerd om consumentengedrag te beïnvloeden en de bekendheid van een merk of bedrijf te vergroten.
Voorbeelden zijn de flippo's van Smiths, de wuppies van Albert Heijn, Delfts blauwe huisjes van KLM en het spaarvarken Knorbert van Fortis.